# 탬워스

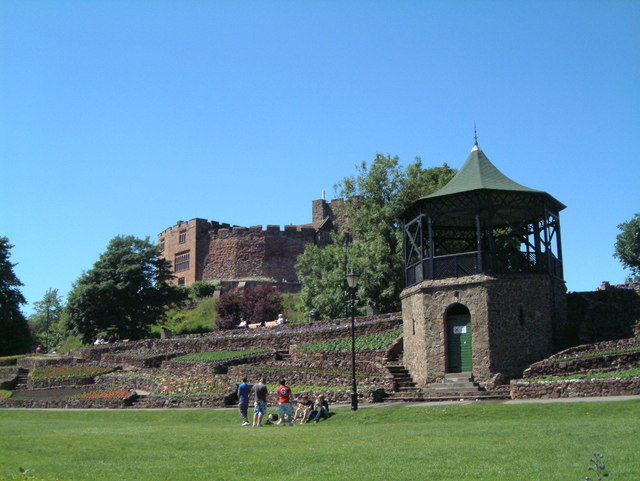
탬워스

탬워스(영어: Tamworth)는 잉글랜드 스태퍼드셔주에 위치한 도시로 인구는 76,900명(2011년 기준)이다. 버밍엄에서 북동쪽으로 23 km, 런던에서 북서쪽으로 166 km 정도 떨어진 곳에 위치한다.